# 5352 Fujita
Az 5352 Fujita (ideiglenes jelöléssel 1989 YN) a Naprendszer kisbolygóövében található aszteroida. Kusida Josio és Muramacu Oszamu fedezte fel 1989. december 27-én.